# Cellula staminale tumorale
Applicando il concetto di cellula staminale anche nel campo dell'oncologia, le cellule staminali tumorali sarebbero una rara popolazione di cellule in grado di proliferare a lungo e mantenere il tumore, in quanto la massa tumorale sarebbe composta da un gran numero di cellule capaci di proliferare solo in maniera limitata; esse sarebbero quindi proprio le uniche cellule in grado di dare tumore.

## Concetti fondamentali
La prima prova a favore della teoria della cellula staminale tumorale è stata suggerita da esperimenti effettuati nella leucemia mieloide acuta. Si è osservato che non era possibile far crescere cellule tumorali in un topo se la concentrazione con cui le si iniettava era troppo bassa. D'altro canto, si è potuto identificare una rara popolazione di cellule tumorali dotate di particolari caratteristiche (espressione di antigeni di membrana) che sono in grado di prosperare e riprodurre la malattia anche se iniettate in numero esiguo. Inoltre le cellule cui era stata tolta questa popolazione non erano in grado di crescere nel topo in nessun caso.

## Proprietà chiave
1) Capacità di dare inizio al tumore. Negli ultimi anni, cellule con proprietà simili a quelle delle cellule staminali normali sono state identificate in numerosi tumori. Grazie a tali proprietà, esse sono proposte come cellule che danno inizio al tumore e ne guidano la crescita. Come le cellule staminali normali, anche le cellule staminali neoplastiche sono rare e possono essere quiescenti. Esse sono anche capaci di autorigenerarsi e di sostenere la crescita tumorale e la sua eterogeneità cellulare. Quindi, come nel caso dei tessuti normali, anche il tessuto neoplastico è caratterizzato da una gerarchia cellulare in cui una popolazione di cellule staminali si autorigenera e dà origine ad una progenie di cellule tumorali più differenziate con limitata capacità proliferativa e destinate a morire.
2) Autorigenerazione mediante divisione cellulare simmetrica. La capacità della popolazione di cellule staminali neoplastiche di espandersi in maniera incontrollata in determinate condizioni, suggerisce che una proprietà di tali cellule è quella di perdere i meccanismi di controllo della divisione cellulare asimmetrica che, in condizioni fisiologiche, regola il numero di cellule staminali residue in funzione della progenie cellulare differenziata

## Possibilità terapeutiche

La distinzione tra terapia mirata alle cellule staminali tumorali (sopra) e terapia convenzionale (sotto)

I farmaci attuali anti-tumorali hanno scarsa efficacia nel colpire la cellula staminale tumorale che potrebbe essere alla base della recidiva del tumore. Nuovi farmaci specifici potrebbero essere in grado di danneggiare specificatamente questa popolazione e garantire l'eradicazione completa delle cellule tumorali.
I ricercatori del Dipartimento di Scienze Naturali presso la Middlesex University nel Regno Unito, hanno scoperto che gli estratti naturali Aronia (Aronia melanocarpa) e di Curcuma (Curcuma longa) sono necrotiche per cellule cancerose, in special modo per quelle del tipo U373

## Amplificazione delle cellule staminali tumorali
Le cellule staminali tumorali possono essere amplificate in vivo o in vitro, al fine di utilizzarle per scopi scientifici e di ricerca.
Per quanto riguarda l'amplificazione in vivo, vengono utilizzati liquidi o tessuti biologici da cui vengono isolate le cellule tumorali. Si esegue una prima caratterizzazione delle cellule, si allestisce con queste una coltura e si effettua una seconda caratterizzazione.
Per l'amplificazione in vitro si intende una procedura attraverso la quale cellule staminali del cancro vengono poste in coltura in particolari condizioni a partire dal contenitore in cui saranno seminate, in quanto c'è bisogno di un sistema che permetta alle cellule di crescere in sospensione senza aderire. Anche il terreno di coltura utilizzato è completamente differente da quello solitamente utilizzato in laboratorio per l'espansione normale delle cellule; infatti c'è bisogno di un terreno privo di siero, ma supplementato di alcuni fattori di crescita come quello epiteliale, fibroblastico e neuronale. Tutto questo permette infatti la crescita selettiva delle cellule staminali tumorali con fenotipo sferico.